# 龙山镇 (古蔺县)
龙山镇，是中华人民共和国四川省泸州市古蔺县下辖的一个乡镇级行政单位。2020年6月9日，撤销鱼化镇，将其所属行政区域划归龙山镇管辖。

## 行政区划
龙山镇下辖以下地区：
龙山街社区、龙华村、稻乡村、吉龙村、双河村、狮龙村、向田村、天堂村、顺和村和阳坪村。